# Vieillespesse
Vieillespesse é uma comuna francesa na região administrativa de Auvérnia-Ródano-Alpes, no departamento de Cantal. Estende-se por uma área de 25,4 km². Em 2010 a comuna tinha 248 habitantes (densidade: 9,8 hab./km²).